# Bacillota
Firmicutes é um filo de bactérias, a maioria das quais possui uma parede celular gram positiva. Algumas delas (micoplasmas) carecem de paredes celulares pelo que não sofrem coloração pela técnica de Gram. Além disso, carecem da segunda membrana encontrada na maioria das bactérias gram negativas. Outras, tais como Megasphaera, Pectinatus, Selenomonas e Zymophilus possuem uma pseudomembrana exterior porosa que as torna gram negativas. Este táxon foi criado originalmente para incluir todas as bactérias gram positivas, mas mais recentemente foi restringida a um grupo base de formas relacionadas, chamado grupo de conteúdo GC baixo, em contraposição com as Actinobacteria que possuem conteúdo GC alto. As Firmicutes têm a forma de coco ou de bacilo. 
Muitos membros deste grupo produzem endósporos, estruturas resistentes à dessecação e outras condições extremas. Podem ser encontradas em diversos habitats e incluem alguns agentes patogénicos dignos de nota. Uma das famílias, Heliobacteria, obtém a sua energia através de fotossíntese. 
Desempenham um papel importante na produção de cerveja, vinho e cidra. O investigador Jeffrey Gordon e seus colegas descobriram que os seres humanos obesos e os ratos possuem uma percentagem menor de bactérias da família Bacteroidetes e maior do grupo das Firmicutes.  

## Classificação
O grupo divide-se tipicamente em três classes: Bacilli, aeróbios facultativos ou obrigatórios, Clostridia, organismos anaeróbios, e Mollicutes. Em árvores filogenéticas, os primeiros dois grupos parecem ser parafiléticos, sendo provável que estes grupos sofram uma restructuração. Géneros notáveis incluem Bacillus, Enterococcus, Streptococcus, Staphylococcus, Listeria, Lactobacillus (na classe Bacilli), Clostridium (na classe Clostridia) e Mycoplasma (na classe Mollicutes).
Classificação segundo o sítio Tree of Life:

### Bacilli
Bacillales
1. Alicyclobacillus
2. Ammoniphilus
3. Amphibacillus
4. Aneurinibacillus
5. Anoxybacillus
6. Bacillus
7. Brevibacillus
8. Brochothrix
9. Caryophanon
10. Exiguobacterium
11. Filibacter
12. Filobacillus
13. Gemella
14. Geobacillus
15. Gracilibacillus
16. Halobacillus
17. Jeotgalibacillus
18. Jeotgalicoccus
19. Kurthia
20. Lentibacillus
21. Listeria
22. Macrococcus
23. Marinibacillus
24. Marinococcus
25. Oceanobacillus
26. Oxalophagus
27. Paenibacillus
28. Paraliobacillus
29. Pasteuria
30. Planococcus
31. Planomicrobium
32. Saccharococcus
33. Salibacillus
34. Salinicoccus
35. Sporolactobacillus
36. Sporosarcina
37. Staphylococcus
38. Sulfobacillus
39. Thermicanus
40. Thermoactinomyces
41. Thermobacillus
42. Turicibacter
43. Ureibacillus
44. Virgibacillus

Lactobacillales
1. Abiotrophia
2. Acetoanaerobium
3. Aerococcus
4. Agitococcus
5. Alkalibacterium
6. Allofustis
7. Alloiococcus
8. Atopobacter
9. Carnobacterium
10. Desemzia
11. Dolosicoccus
12. Dolosigranulum
13. Enterococcus
14. Eremococcus
15. Facklamia
16. Globicatella
17. Granulicatella
18. Ignavigranum
19. Isobaculum
20. Lactobacillus
21. Lactococcus
22. Lactosphaera
23. Leuconostoc
24. Marinilactibacillus
25. Melissococcus
26. Oenococcus
27. Oscillospira
28. Paralactobacillus
29. Pediococcus
30. Streptococcus
31. Syntrophococcus
32. Tetragenococcus
33. Trichococcus
34. Vagococcus
35. Weissella

### Mollicutes
1. Acholeplasma
2. Anaeroplasma
3. Asteroleplasma
4. Entomoplasma
5. Eperythrozoon
6. Haemobartonella
7. Mesoplasma
8. Mycoplasma
9. Phytoplasma
10. Spiroplasma
11. Ureaplasma

Erysipelotrichaceae (incertae sedis)
1. Bulleidia
2. Erysipelothrix
3. Holdemania
4. Solobacterium

### Clostridia
- Clostridiales
- Thermoanaerobacteriales
- Haloanaerobiales